# Anna Mitgutsch
Anna Mitgutsch (n. 2 octombrie 1948, Linz, Austria) este o scriitoare austriacă.

## Biografie
Anna Mitgutsch a studiat la Universitatea din Salzburg Studii engleze și germane. Ea a făcut numeroase călătorii în Asia de Sud-Est și Orientul Mijlociu, a trăit mult timp în Israel și a predat la Universitatea Hull și la Universitatea din East Anglia din 1971 până în 1973. În 1974 și-a luat doctoratul în filozofie la Universitatea din Salzburg, cu o disertație despre poezia engleză a anilor 1960. Din 1975 până în 1978 a fost asistent de cercetare la Institutul de Studii Americane de la Universitatea din Innsbruck. În 1978/1979 a fost profesor invitat de literatură engleză la Ewha Women's University din Seul, iar între 1979 și 1985 a predat limba germană la Amherst College din Massachusetts, la Sarah Lawrence College din New York, la Universitatea Tufts și la Simmons College din Boston Literature. În anii 1990, a fost scriitoare în rezidență la Oberlin College (Ohio), la Lafayette College și Allegheny College (Pennsylvania). Ea locuiește ca autoare independentă în Linz, cu mai multe șederi de lungă durată în SUA.